# Lauritz Schoof
Lauritz Schoof (Rendsburg, 7 oktober 1990) is een Duits roeier. Hij maakte zijn internationale debuut tijdens de wereldkampioenschappen roeien 2010 met een vierde plaats in de dubbel-vier. Twee jaar later nam Schoof voor de eerste maal deel aan de Olympische Spelen en won toen de gouden medaille in de dubbel-vier in 2012. Tijdens de wereldkampioenschappen roeien 2015 werd hij voor de eerste maal wereldkampioen in de dubbel-vier. Een jaar later prolongeerde Schoof zijn olympische titel in de dubbel-vier tijdens de Olympische Zomerspelen 2016.

## Resultaten
- Wereldkampioenschappen roeien 2010 in Cambridge 4e in de dubbel-vier
- Wereldkampioenschappen roeien 2011 in Bled  in de dubbel-vier
- Olympische Zomerspelen 2012 in Londen  in de dubbel-vier
- Wereldkampioenschappen roeien 2013 in Chungju  in de dubbel-vier
- Wereldkampioenschappen roeien 2015 in Aiguebelette-le-Lac  in de dubbel-vier
- Olympische Zomerspelen 2016 in Rio de Janeiro  in de dubbel-vier

1976: Wolfgang Güldenpfennig & Rüdiger Reiche & Karl-Heinz Bußert & Michael Wolfgramm ·
1980: Frank Dundr & Carsten Bunk & Uwe Heppner & Martin Winter ·
1984: Albert Hedderich & Raimund Hörmann & Dieter Wiedenmann & Michael Dürsch ·
1988: Agostino Abbagnale & Davide Tizzano & Gianluca Farina & Piero Poli ·
1992: André Willms & Hajek & Steinbach & Stephan Volkert] ·
1996: André Steiner & Stephan Volkert & Andreas Hajek & André Willms ·
2000: Agostino Abbagnale & Alessio Sartori & Rossano Galtarossa & Simone Raineri ·
2004: Nikolai Spinev & Igor Kravtsov & Aleksei Svirin & Sergej Fedorovstev ·
2008: Michał Jeliński & Marek Kolbowicz & Adam Korol & Konrad Wasielewski ·
2012: Karl Schulze & Philipp Wende & Lauritz Schoof & Tim Grohmann ·
2016: Karl Schulze & Philipp Wende & Lauritz Schoof & Hans Gruhne ·
2020: Dirk Uittenbogaard & Abe Wiersma & Tone Wieten & Koen Metsemakers ·
2024: Koen Metsemakers & Tone Wieten & Finn Florijn & Lennart van Lierop